# Malik Bendjelloul
Malik Bendjelloul (Ystad, Escània, 14 de setembre de 1977 − Estocolm, 13 de maig de 2014) va ser un director suec. En la seva filmografia destaca el documental, guanyador d'un Oscar al millor documental, Searching for Sugar Man.

## Biografia
Nascut d'un pare algerià i d'una mare sueca, Malik Bendjelloul va ser un nen-actor en la dècada del 1990.
El 2012, va realitzar el documental Sugar Man pel qual va obtenir l'Oscar al millor documental l'any 2013.

## Filmografia
Sobretot ha dirigit documentals sobre músics, en la seva filmografia hi ha una pel·lícula sobre el grup avantguardista electrònic Kraftwerk així com una sèrie documental sobre la història del heavy metal. Malik Bendjelloul ha col·laborat també amb artistes d'anomenada, com  Madonna, Elton John o Sting.

### Sugar Man
El 2006, Malik Bendjelloul abandona la seva feina a la televisió sueca per anar a Àfrica investigant una història per poder fer una pel·lícula. A Ciutat del Cap, troba el venedor de discos Stephen “Sugar” Segerman que li conta la història de l'artista Sixto Diaz Rodríguez, cantant estatunidenc oblidat de la dècada del 1970, que ignorava el seu èxit a Sud-àfrica.
Inicialment aquesta pel·lícula havia de ser un documental de 30 minuts per la televisió. Però sentint les cançons de Sixto Rodriguez, Malik Bendjelloul decideix de fer-ne una pel·lícula.
La pel·lícula la va acabar Malik Bendjelloul en condicions materials molt difícils. El director es va posar a pintar per fer les animacions tot i que no havia  pintat mai. Ha compost la banda original de la pel·lícula. A continuació finalment ha muntat sol la seva pel·lícula utilitzant el programari Final Cut.
És finalment recompensat per l'èxit de la pel·lícula que assoleix nombrosos premis en els festivals internacionals:
- premi especial del jurat i premi del públic al Festival de Sundance 2012 (edició n°28)
- millor documental del British Academy Film Awards 2013 (edició n°66)
- millor guió de documental del Writers Guild of America Awards 2013 (edició n°65)
- millor pel·lícula documental del Producers Guild of America Awards 2013 (edició n°24)
- Oscar a la millor pel·lícula documental 2013 (edició n°85)

### Actor
- 1990 : Ebba och Didrik

### Director
- 2012 : Sugar Man.